# 松本歯科大学
松本歯科大学（まつもとしかだいがく、英語: Matsumoto Dental University）は、長野県塩尻市広丘郷原1780に本部を置く日本の私立大学。1972年創立、1972年大学設置。大学の略称は松歯大、MDUなど。

## 建学の精神
有能な歯科医師の育成を目指し、佐久間象山、福澤諭吉の学訓や国主的精神に立脚する「建学の理念」を具現化するため創立された。

## 沿革
- 1969年 東京歯科大学の卒業生有志が同大学から教授陣などの支援を得ることを前提に新大学の設立を計画。翌年、東京歯科大学が協力を白紙撤回した[1]ため、独自設立へ方針転換。
- 1972年1月29日 学校法人松本歯科大学設置認可される
- 1972年4月 松本歯科大学が開学、松本歯科大学病院が開設
- 1977年3月 私立専修学校松本歯科大学衛生学院設置認可される
- 1977年4月 私立専修学校松本歯科大学衛生学院開校
- 1982年10月 創立10周年記念式典を挙行
- 1985年3月 米国・インディアナ大学歯学部と姉妹校締結
- 1986年11月 中国・河北医学院と姉妹校締結
- 1989年11月 総合歯科医学研究所・生体材料開発部門を開設
- 1991年10月 総合歯科医学研究所に顎・口腔形態機能研究部門を併設
- 1992年10月 創立20周年記念式典を挙行
- 1992年12月 ロシア・ハバロフスク医科大学（現・国立極東総合医科大学）と姉妹校締結
- 1994年6月 学外医療機関として松本歯科大学新宿クリニック開設
- 1996年5月 中国・河北医科大学（旧・河北医学院）と姉妹校締結
- 2002年1月 創立30周年学内記念会を開催
- 2002年3月 新・総合歯科医学研究所完成
- 2002年12月 創立30年記念棟完成
- 2002年12月 松本歯科大学大学院設置認可される
- 2003年4月  松本歯科大学大学院歯学独立研究科開校

　　　　　　（総合歯科医学研究所を基盤とした、歯科大学･歯学部初の独立研究科）
- 2003年4月  ハイテクセンター完成
- 2003年4月  創立30周年記念式典を挙行
- 2003年10月  総合歯科医学研究所は、中国・同済大学児童口腔医学研究所と学術交流・友好協力協定を締結
- 2004年10月  中国・上海市児童口腔医学協作組と、学術交流・友好協力協定を締結
- 2006年3月 CAMPUS INN（学生寮）開設。
- 2008年4月 新・大学病院開院。内科、消化器内科、眼科開設
- 2010年4月 衛生学院が3年制課程に移行、学科名を歯科衛生士学科とする

### 松本歯科大学の特色
- 1.新しい教育システムの導入と教育支援体制の充実
  - (1)6年間一貫した新カリキュラムの導入
  - (2)4項目（学習態度の育成、理科系科目の基礎力の充実、読解力と理論的思考の育成、コミュニケーション能力の育成）に重点を置いた初年次教育
  - (3)ウイークリーテスト、Eラーニングによる理解度の確認
  - (4)教育学習支援センターによる総合的なサポート
- 2.学生生活の支援体制強化
  - (1)居住環境の充実…学生寮「CAMPUS INN」の提供
  - (2)メンタル面をサポートする学生相談室
- 3.特待生制度・奨学支援制度の充実
- 4.活発な研究活動
  - (1)総合歯科医学研究所を中心にグローバルな研究活動
  - (2)文部科学省の科研費の採択実績は、歯学系大学でトップクラス
- 5.特色ある大学院
- 6.未来を見据えた最新施設
  - (1)医療教育機関としての新病院の開院
  - (2)オープン・リサーチ型研究所をめざす総合歯科医学研究所
  - (3)歯科医学教育をサポートする図書館
- 7.恵まれた自然環境

### 学部
- 歯学部　6年制
  - 歯学科

### 学部教育目標
松本歯科大学は、建学の理念を具現化し、人間教育全体を教育目標とする。
人間としての倫理に基づき先ず「良き歯科医師となる前に良き人間たれ」という教育方針をモットーとし、
将来歯科医師として社会に貢献し、歯科医学の発展に寄与することができる人材を育成する。

### 大学院
- 歯学独立研究科
  - 口腔疾患制御再建学専攻（4年制博士課程）

本大学院は、総合歯科医学研究所を基盤とし、学部・講座を主体とする縦割り組織の弊害をなくした、独立研究科として設置される。
研究所の3部門を中核とした硬組織疾患制御再建学講座、顎口腔機能制御学講座、健康増進口腔科学講座の3つの大講座を置き、その下に研究目標を同じくする13のユニットによって構成されている。

### 大学院の特色
大学教育の場としての総合歯科医学研究所の充実した設備、歯科医学における重点課題の研究促進、縦割型研究組織の壁を撤廃、歯科医学の基礎系研究者と臨床系研究者との連携・融合、形態系・機能系・臨床系を横断する高度な教育と研究などが挙げられる。日本の歯科大学では初めての包括的で総合的な大学院であり、先進の歯科医学やライフステージに対応でき、遺伝子治療など今日的な医療課題を克服できる高度な歯科医療職業人、および先端科学に対する総合的視野をもつ研究者の育成を行う。
また、医学・歯学系の大学院研究科としては珍しく、昼夜開講制をとっている。

### 大学院歯学独立研究科の構成
- 口腔疾患制御再建学専攻
  - 硬組織疾患制御再建学講座
    - 硬組織形態解析学ユニット
    - 硬組織機能解析学ユニット
    - 硬組織発生・再生工学ユニット
    - 遺伝子工学・分子創薬学ユニット
    - 硬組織疾患病態解析学ユニット
    - 生体材料学ユニット
    - 臨床病態評価学ユニット

  - 顎口腔機能制御学講座
    - 咀嚼機能解析学ユニット
    - 生体調整制御学ユニット
    - 臨床機能評価学ユニット

  - 健康増進口腔科学講座
    - 口腔健康分析学ユニット
    - 口腔健康政策学ユニット
    - 医療経営政策学ユニット

### 研究活動
- 総合歯科医学研究所を中心にグローバルな研究活動
  - 2005年より「器官再生」の国際共同研究プロジェクト（ICORP）に参画した。
  - 2008年にメルトン教授率いるハーバード幹細胞研究所（HSCI）と、共同研究・学術協定を締結。
- 「科学研究費補助金」採択率について
  - 科学研究費（科研費）採択実績は、大学の研究活動のバロメーターとして重要な位置を占めているが、近年、松本歯科大学においては、配分額が著しく増加し、2006年度は、過去最高の1億5745万円の交付となり、歯学系分野ではトップクラスになる。さらに2006年度新規採用分における採択率は31.3％となり、全国の国公立私立研究機関の中で第17位にランキングされ大きく報道された。また、2009年度の科研費の交付件数は過去最高の62件となり、総額は約1億4000万円。ちなみに2009年版大学ランキング（朝日新聞社刊）によると、本学の科研費配分額は教員一人あたり1,166,633円で、56位にランクされた。

## 関連施設
- 松本歯科大学病院（長野県塩尻市）
- 松本歯科大学二條皮ふ科クリニック（長野県松本市）
- 松本歯科大学銀座8丁目クリニック
- 総合歯科医学研究所
- 松本歯科大学ハイテクセンター
- 松本歯科大学図書館
- 松本歯科大学衛生学院（長野県塩尻市）
- CAMPUS INN（学生寮）

## 学費
2018年度
- 初年度学生納付金額　4,280,000円（授業料、3,680,000円、入学金600,000円、別途諸納付金38万円必要）
- 卒業までの学生納付金額　27,360,000円（別途諸納付金93万円必要、教科書代・教材費等は別途約198万円）

2009年度までは入学から卒業までに要する費用が高額なことで知られていたが、これまで教育に必要な諸施設が概ね完成したこと、また受験生の減少を解消するために現在では減額されている。さらに2009年度より特待生制度を設けて、大幅な学費減免措置も行われている。

## 歯科医師国家試験合格率
|      | 受験者数 | 合格者数 | 合格率 |
| ---- | -------- | -------- | ------ |
| 新卒 | 58       | 54       | 93.1%  |
| 既卒 | 30       | 8        | 26.7%  |
| 総数 | 88       | 62       | 70.5%  |

第116回（R5年）試験結果より。

## 広告・宣伝活動
- 1995年4月から2009年3月まで「MDUバックグラウンド・ミュージック」（TBSラジオ）のスポンサーとして放送した。また、1994年から大学の所在地である長野県内でも信越放送で、ローカルスポンサーとして提供した。
  - TBS-RとSBCとではコマーシャルの提供の仕方が若干異なり、TBS-Rはかぜ耕士が構成台本を書いた「歳時記」の締めのところで「MDUバックグラウンド・ミュージック。松本歯科大学がお送りしております」と生放送でアナウンスしており、実質的にインフォマーシャルの体裁をとっていた。SBCは一般的な事前収録のコマーシャルを放送していた。

## 不祥事
- 1973年1月28日 - 東京地検が大学設立に絡む不正事件を捜査。
- 1977年10月31日 - 前理事長らが背任・横領容疑で書類送検[4]。

## 交通アクセス
- アルピコタクシーにより塩尻駅東口から、シャトルバスが運行されている。

路線バスの最寄停留所
- 塩尻市地域振興バス（アルピコタクシーが運行）
  - 広丘駅循環線（塩尻駅から乗車する際は西廻りに乗車・広丘駅から乗車する際は東廻りに乗車）：歯科大前
  - 中心市街地循環線西廻り（塩尻駅より乗車、東廻りは経由しないので要注意）：歯科大東